# Autopista del Túnel Lincoln
La Autopista del Túnel Lincoln (en inglés, Autopista del Túnel Lincoln) es una carretera principal de norte a sur de ocho cuadras de largo, en su mayoría de cuatro carriles, entre los portales del Túnel Lincoln y la calle 30 Oeste en Midtown Manhattan en la ciudad de Nueva York (Estados Unidos). La avenida Dyer es una calzada a nivel paralela a la parte de la calzada mayormente deprimida y sirve al tráfico que entra y sale de la autopista y los tubos del túnel. Al igual que el túnel, las carreteras son propiedad y están operadas por la Autoridad Portuaria de Nueva York y Nueva Jersey. Atraviesan los barrios de Manhattan de Hell's Kitchen y Chelsea entre las avenidas Novena y Décima.

## Descripción de la ruta
El Lincoln Tunnel Expressway recorre ocho cuadras y pasa dentro de los vecindarios de Hell's Kitchen y Chelsea en Manhattan, entre la Novena Avenida al este y la Décima Avenida al oeste, conectando con el Lincoln Tunnel a Nueva Jersey en su extremo norte. El término sur de la autopista está ubicado en la calle 30 Oeste, a mitad de cuadra entre las avenidas Novena y Décima. La cuadra de la calle 30 entre estas dos avenidas es una calle dividida de seis carriles: la calzada sur alberga el tráfico local en dirección este, mientras que la calzada norte canaliza el tráfico en dirección norte desde la Décima Avenida este hasta la autopista en dirección norte, y el tráfico en dirección sur desde la Novena Avenida oeste hasta la Autopista. El tráfico de la autopista en dirección sur se ve obligado a girar a la izquierda en 30th Street en dirección este.

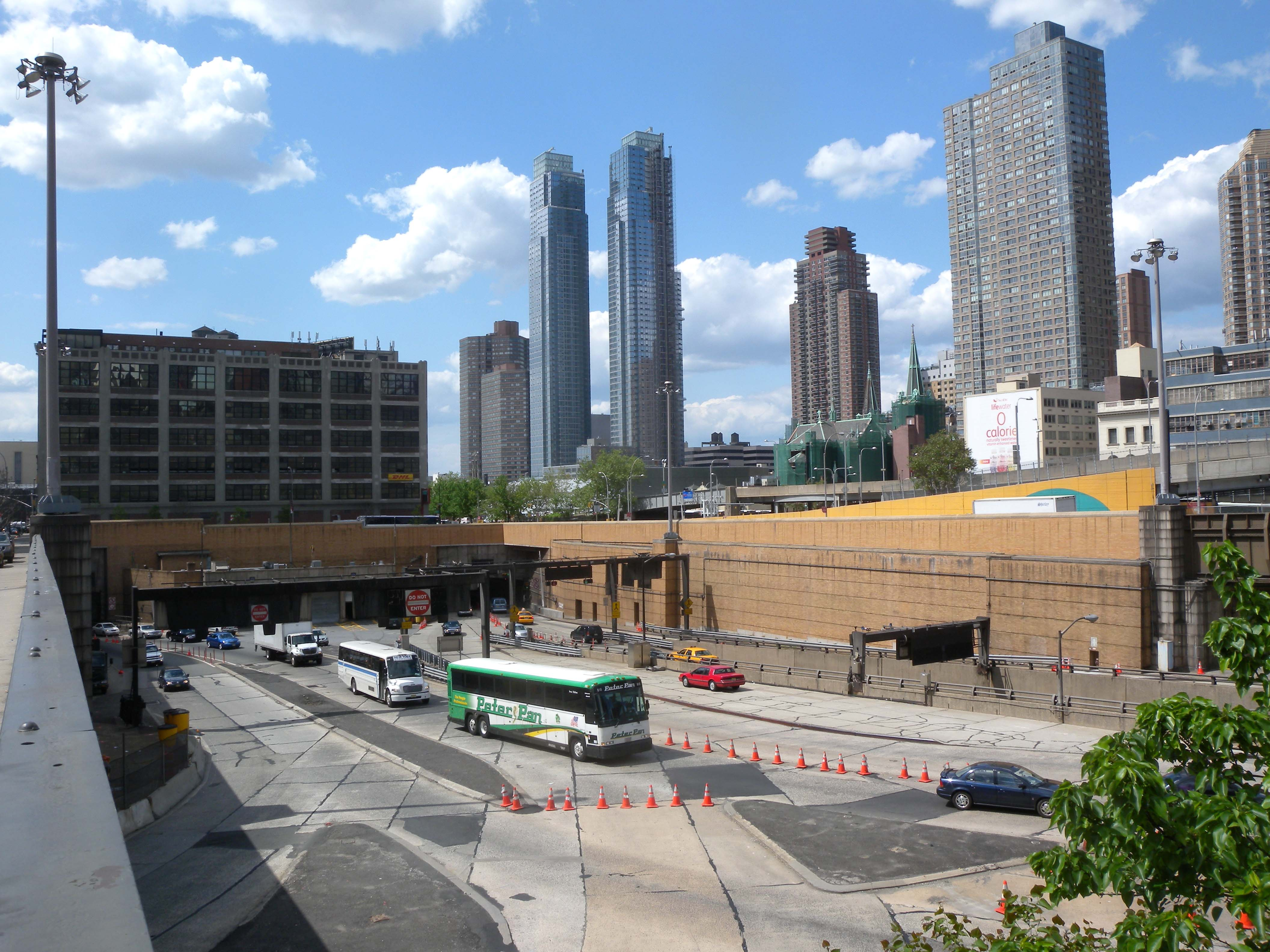
La autopista se encuentra con los portales de los tubos sur y central del Túnel Lincoln

Luego, la autopista continúa hacia el norte como la avenida Dyer, una calle dividida de cuatro carriles, por una cuadra. En 31st Street, hay un semáforo y la autopista continúa hacia el norte por debajo del desarrollo de Manhattan West y las calles locales como una carretera separada por niveles. La carretera pasa por debajo de la calle 33, donde una rampa de entrada y salida hacia y desde el Túnel Lincoln desciende desde la calle 33 hasta la mediana de la carretera subterránea, fusionándose con las respectivas direcciones de tráfico. La Autopista del Túnel Lincoln pasa por debajo de las calles locales durante tres cuadras más. En la calle 36, las rampas conducen hacia y desde la autopista en dirección sur, mientras que una rampa desde la avenida Dyer en dirección norte y Ninth Avenue en dirección sur se une a la autopista en dirección norte.

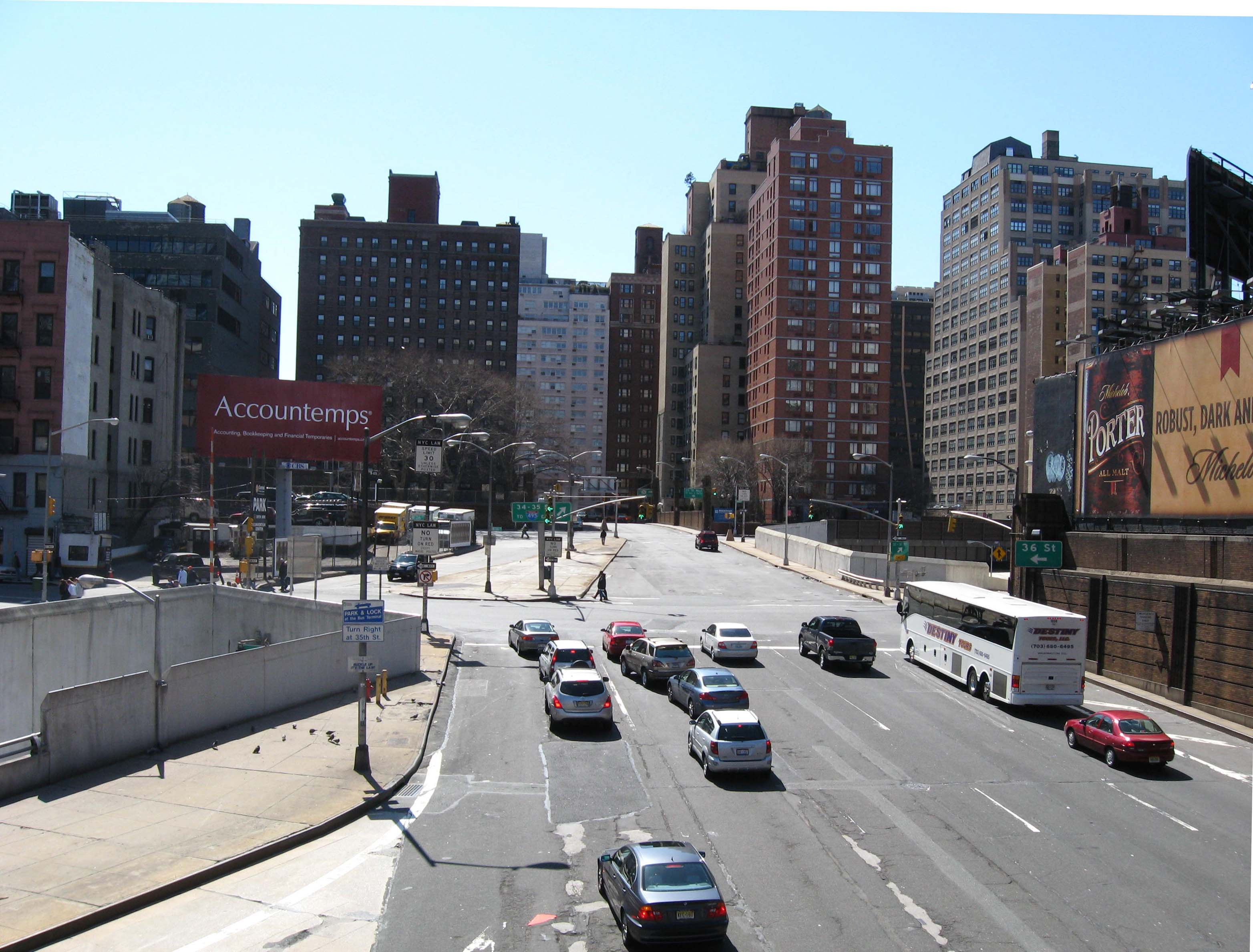
La avenida Dyer en la calle 36 cruzando la Autopista del Túnel Lincoln

La Autopista del Túnel Lincoln pasa por debajo de la calle 37 y luego gira hacia el oeste. La calzada en dirección norte se divide en dos rampas: una que conduce al tubo central normalmente bidireccional, la otra que conduce a un túnel corto que se conecta con el tubo norte que solo se dirige hacia el oeste. La carretera bidireccional se puede cerrar en cualquier dirección del tráfico si el tubo central funciona en una dirección, aunque el tráfico de la autopista en dirección sur estaría completamente cortado cuando el tubo central funciona en dirección oeste hacia Nueva Jersey. La autopista se sumerge debajo de una rampa hacia la avenida Dyre en dirección norte, que se separa tanto del tubo sur solo en dirección este como del carril en dirección este del tubo central justo al oeste de este paso elevado. Una rampa de la Terminal de Autobuses de la Autoridad Portuaria se fusiona con la carretera en dirección oeste en este punto. Luego, la autopista se conecta con el tubo occidental del túnel justo al este de la Décima Avenida.

### Necesidad

La calzada norte-sur que pasa por debajo de las calles transversales en túneles y cortes abiertos

En 1934, se demolieron varios edificios del vecindario para construir el edificio de 22,9 m el derecho de paso de la avenida Dyer, una calle arterial que da acceso al túnel Lincoln, entonces en construcción. la avenida Dyer recibió su nombre del general George Rathborne Dyer, quien fue presidente de la junta de la Autoridad Portuaria y murió mientras se construía el túnel. El primer tubo (ahora central) del túnel se abrió en diciembre de 1937. Un segundo tubo se abrió hacia el norte en 1945, pero los túneles solo tenían una capacidad combinada de 15 millones de dólares de vehículos por año, y en 1949, los tubos ya transportaban 11 millones de dólares de vehículos anuales.
En marzo de 1951, los comisionados de la Autoridad Portuaria dieron su aprobación a los planes preliminares para un tercer tubo del Túnel Lincoln, al sur de los dos tubos existentes. El proyecto también implicaría extender el acceso a la avenida Dyer, en el lado de Manhattan, hacia el sur desde la calle 34 hasta la calle 30. Incluía las carreteras de acceso en Manhattan y el condado de Hudson, como se describe en el Estudio Conjunto de Instalaciones Arteriales que había sido encargado por la agencia y la Autoridad del Puente Triborough. El tubo se completó en mayo de 1957 a un costo de 85 millones de dólares.

### Construcción
La Autopista del Túnel Lincoln se concibió por primera vez durante el proceso de planificación del tercer tubo del túnel. A la ciudad de Nueva York le preocupaba que las calles existentes no pudieran manejar adecuadamente el tráfico adicional del tercer tubo. Después de quince meses de negociación, la ciudad y la Autoridad Portuaria llegaron a un acuerdo en junio de 1952. La agencia acordó ampliar la calle 30 entre la avenida 10 y la avenida 12, y proporcionar rampas entre el túnel y la autopista West Side. Esto incluyó la construcción de la Autopista del Túnel Lincoln entre 30th Street y la entrada del túnel en la calle 38.
La autopista se abrió el 19 de febrero de 1957, justo antes de la apertura del tercer tubo, a un costo de 11 millones de dólares. En la apertura de la carretera, se describió como un "triunfo de la habilidad de ingeniería". The New York Times declaró: "Al construir la autopista de acceso, los ingenieros tuvieron que construir un puente debajo de un puente existente, proporcionar dos túneles gemelos y cinco viaductos, hundir el lecho de la carretera en parte, elevarlo en otros lugares y desarrollar una intrincada red de Rampas de entrada y salida en puntos intermedios. Como parte del diseño de la autopista, se construyeron rampas hacia la Terminal de Autobuses de la Autoridad Portuaria. Se entregaron folletos a los automovilistas en la apertura de la autopista.

## Espacio abierto y derechos aéreos
El área alrededor de la Autopista del Túnel Lincoln y de la avenida Dyer ha sido rezonificada para desarrollo comercial y residencial como parte del Proyecto de Reurbanización de Hudson Yards y la construcción de la Extensión del Metro 7. En 2003, el Departamento de Planificación Urbana de la ciudad de Nueva York emitió un plan maestro que exige la creación de una red de espacios abiertos entre las avenidas Novena y Décima para crear un sistema de parques entre las calles 39 Oeste y 34 Oeste.
A partir de 2014, el PANYNJ poseía alrededor 8 ha de propiedad en Midtown West, principalmente entre las calles 30 y 41 y las avenidas Novena y Décima, gran parte dedicada al transporte. Además de ser dueño de las carreteras, PANYNJ también es dueño de parcelas adyacentes a lo largo del derecho de vía y está intentando despojarse activamente de la propiedad adquirida durante la construcción original o para el desarrollo del Túnel ARC cancelado. Los fondos se utilizarían para la remodelación de la Terminal de Autobuses de la Autoridad Portuaria y otras mejoras de infraestructura.
En 2011, la ciudad aprobó la construcción de dos edificios de 18 pisos en la Novena Avenida entre las calles 37 y 38. En abril de 2012, PANYNJ informó que el desarrollador Larry Silverstein, quien tiene un memorando de entendimiento, había hecho una propuesta para desarrollar esta propiedad en la calle 39 para construir un garaje para autobuses con una torre residencial encima. La parcela no es lo suficientemente grande para acomodar las rampas de autobuses y requeriría el uso de ascensores, un nuevo tipo de aplicación para el almacenamiento de autobuses. En septiembre de 2014, Extell Development Company compró derechos aéreos por 30 millones de dólares de dólares para una parcela entre las calles 36 y 37. Se podría construir una plataforma o una estructura en voladizo sobre la vía rápida. Si bien PANYNJ aprobó la venta de parcelas en la calle 30a McDermont Company para una torre residencial de 46 451 m², los planes se abandonaron. y la tierra se volvió a poner en el mercado.